# Ichneumon novemalbatus
Ichneumon novemalbatus là một loài tò vò trong họ Ichneumonidae.